# Zhujiang New Town
Zhujiang New Town (Chino: 珠江新城) es el área de la ciudad de Cantón (Cantón, China) que se encuentra entre la avenida Huangpu en el norte y el Río Perla en el sur, y entre la avenida de Guangzhou al Oeste y la autopista del sur de China al este. Incluye edificios de negocios, la ópera de Cantón, la biblioteca de Guangzhou, el museo de Cantón y las oficinas de aduanas de Guangzhou.
Los rascacielos más altos son el Guangzhou International Finance Center finalizado en 2010 y el Chow Tai Fook Centre finalizado en 2016.
El Metro de Cantón cuenta con una estación en el área llamada estación de Zhujiang New Town.